# Cimitirele orașului Turda
În municipiul Turda există următoarele cimitire:
- Cimitirul creștin din Turda-Veche (Cimitirul central) folosit de toate confesiunile creștine din oraș. Cimitirul Eroilor români și maghiari din cel De-al Doilea Război Mondial, construit în anul 1946, este găzduit tot în cadrul acestui cimitir. Suprafața Cimitirului Eroilor este de 1.480 mp. În cadrul necropolei sunt înhumați 384 eroi, din care 341 necunoscuți și 43 cunoscuți.
- Cimitirul creștin din cartierul Oprișani II și din cartierul Oprișani III
- Cimitirul creștin din cartierul Poiana
- Cimitirul creștin din cartierul Turda Nouă (învecinat cimitirului evreiesc), folosit de creștini ortodocși și greco-catolici.
- Cimitirul evreiesc (mozaic) din cartierul Turda Nouă (învecinat cimitirului creștin), folosit în trecut de credincioși mozaici (în prezent părăsit, din lipsă de credincioși). Adresa: str.A.Cuza nr.97 (intrarea în cimitir).
- Cimitirul creștin din cartierul Petrilaca

## Galerie de imagini

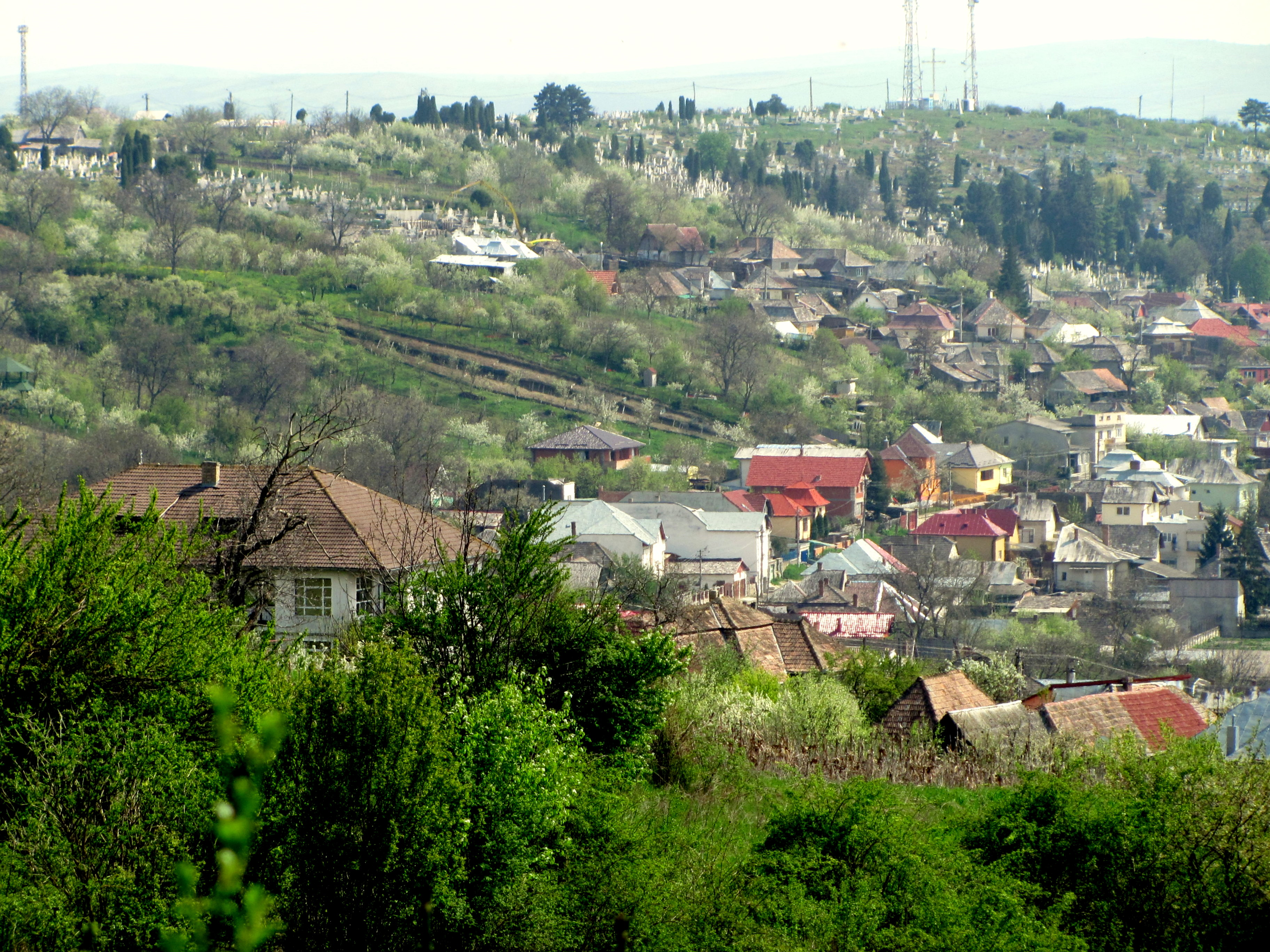
Vedere spre Cimitirul central din Turda-Veche
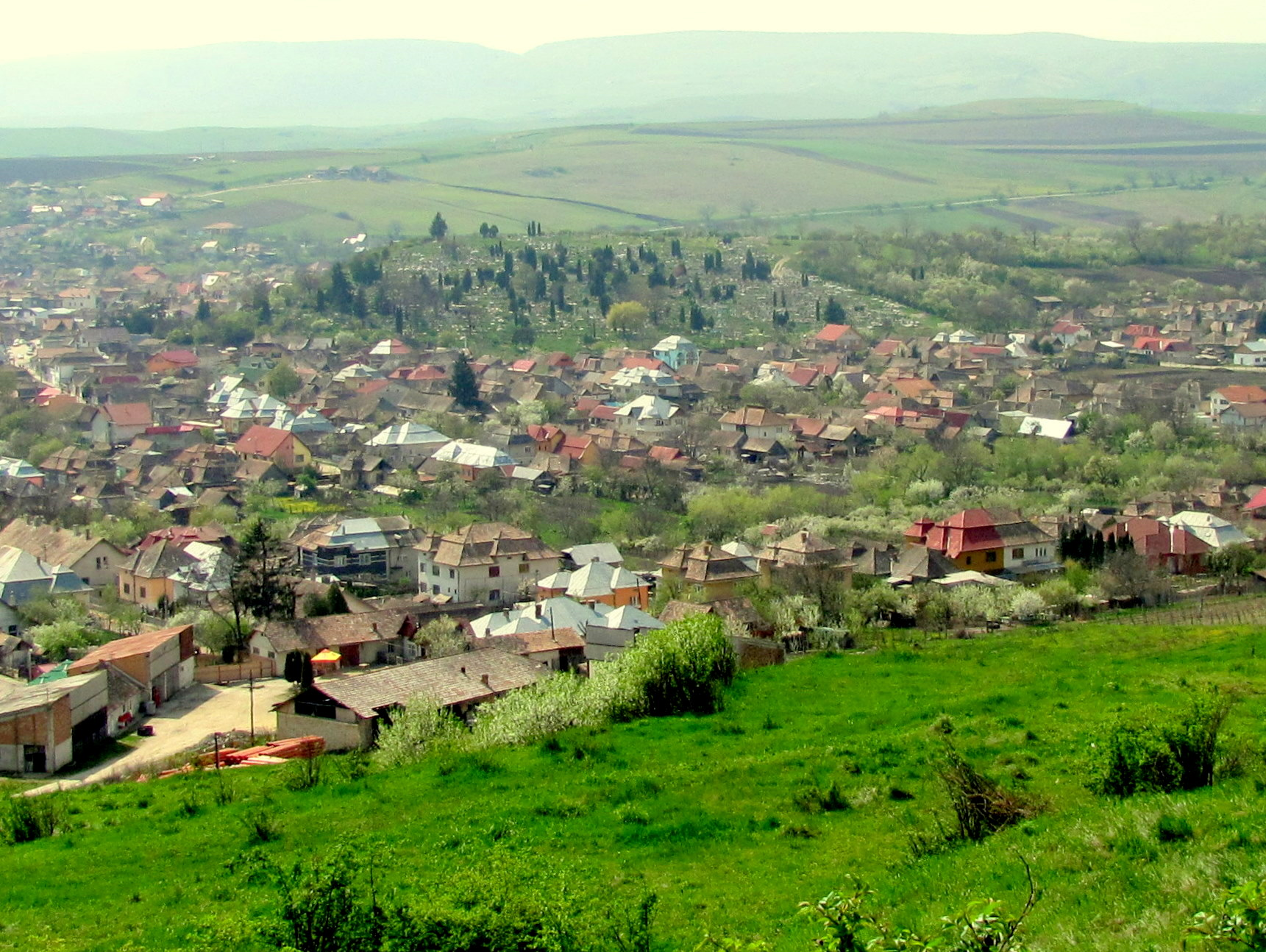
Vedere spre cimitirele creştin şi evreiesc din cartierul Turda Nouă
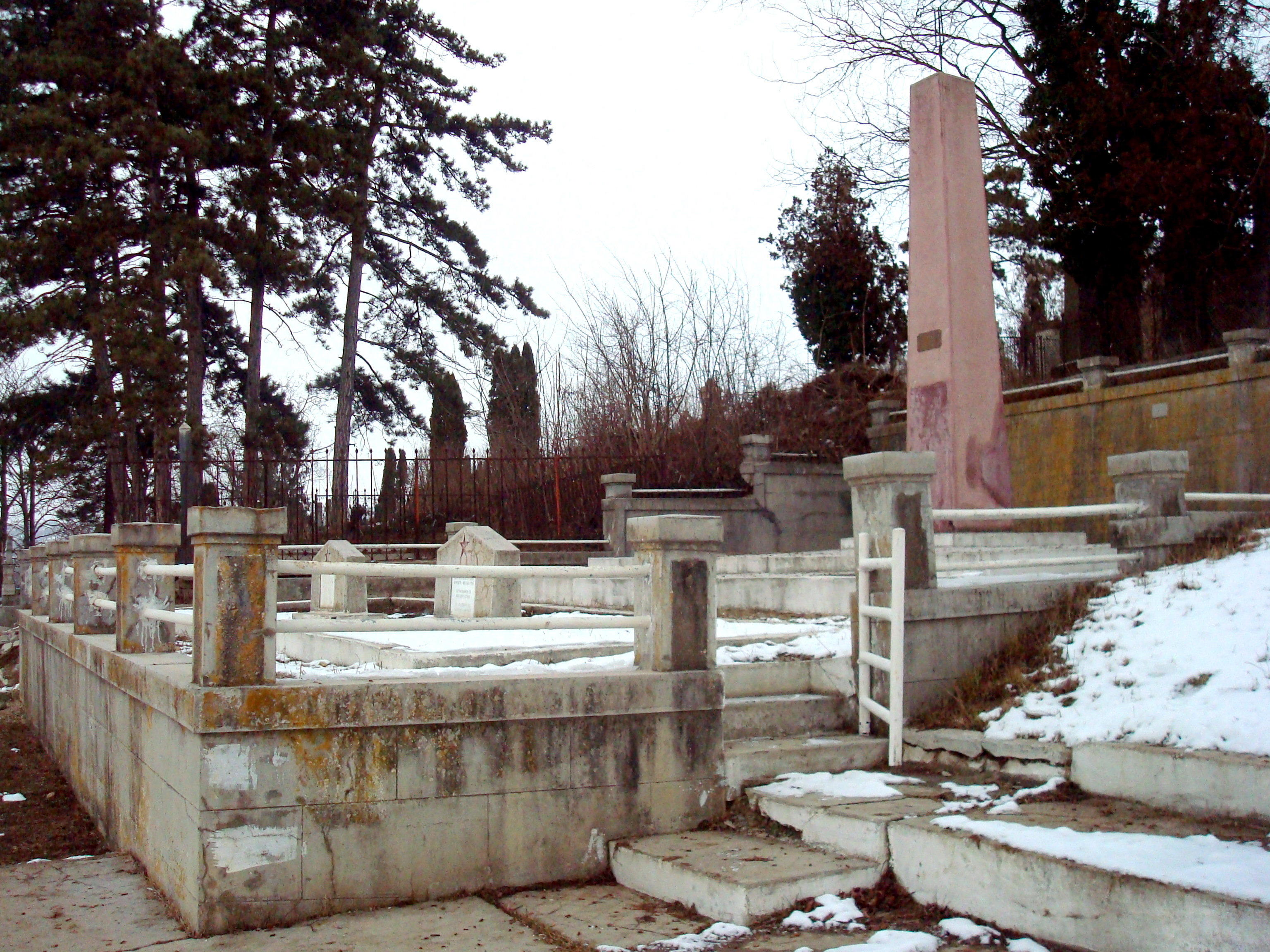
Monumentul Eroilor din Cimitirul central
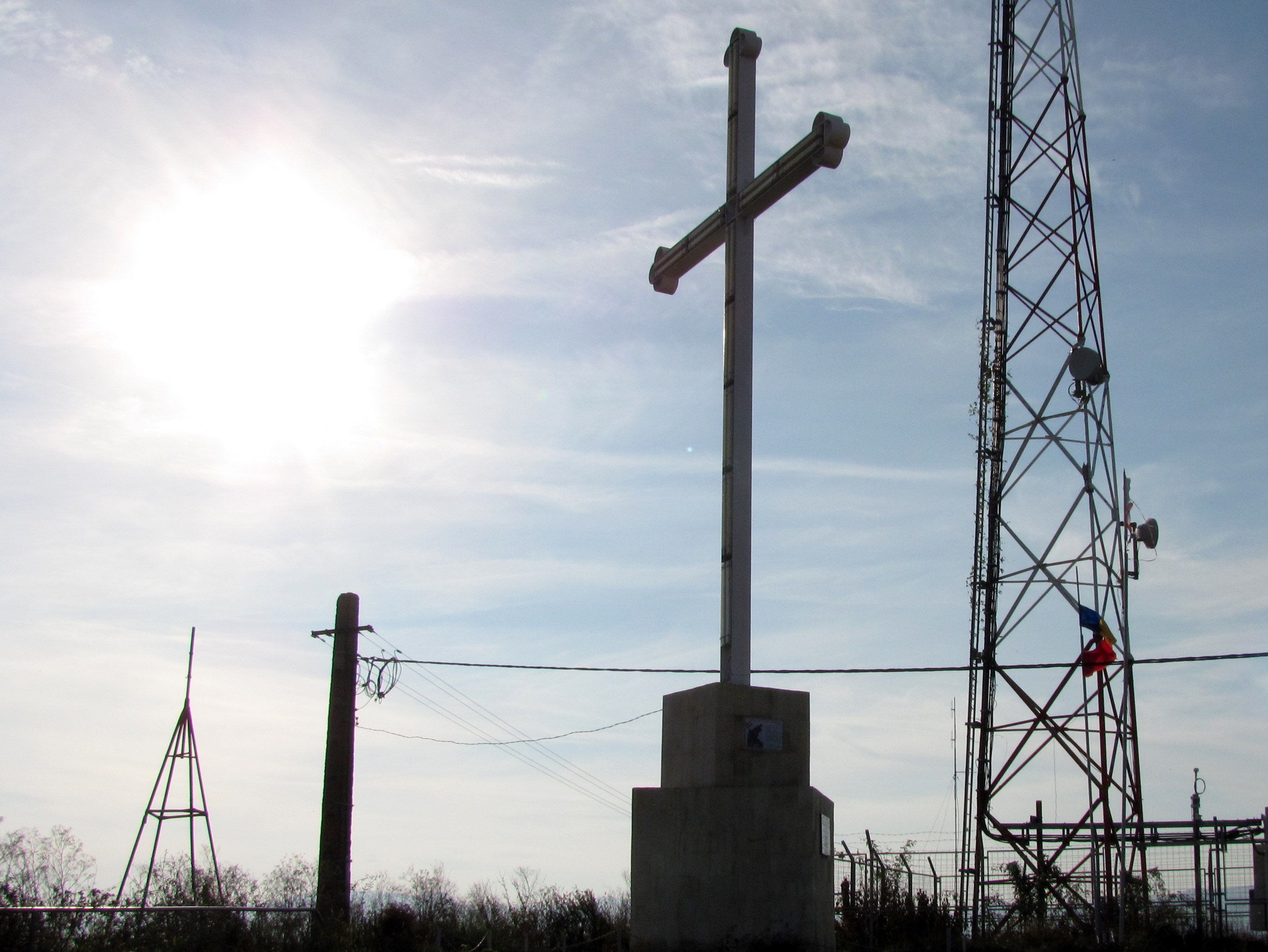
"Crucea Mântuirii Neamului" din Cimitirul central
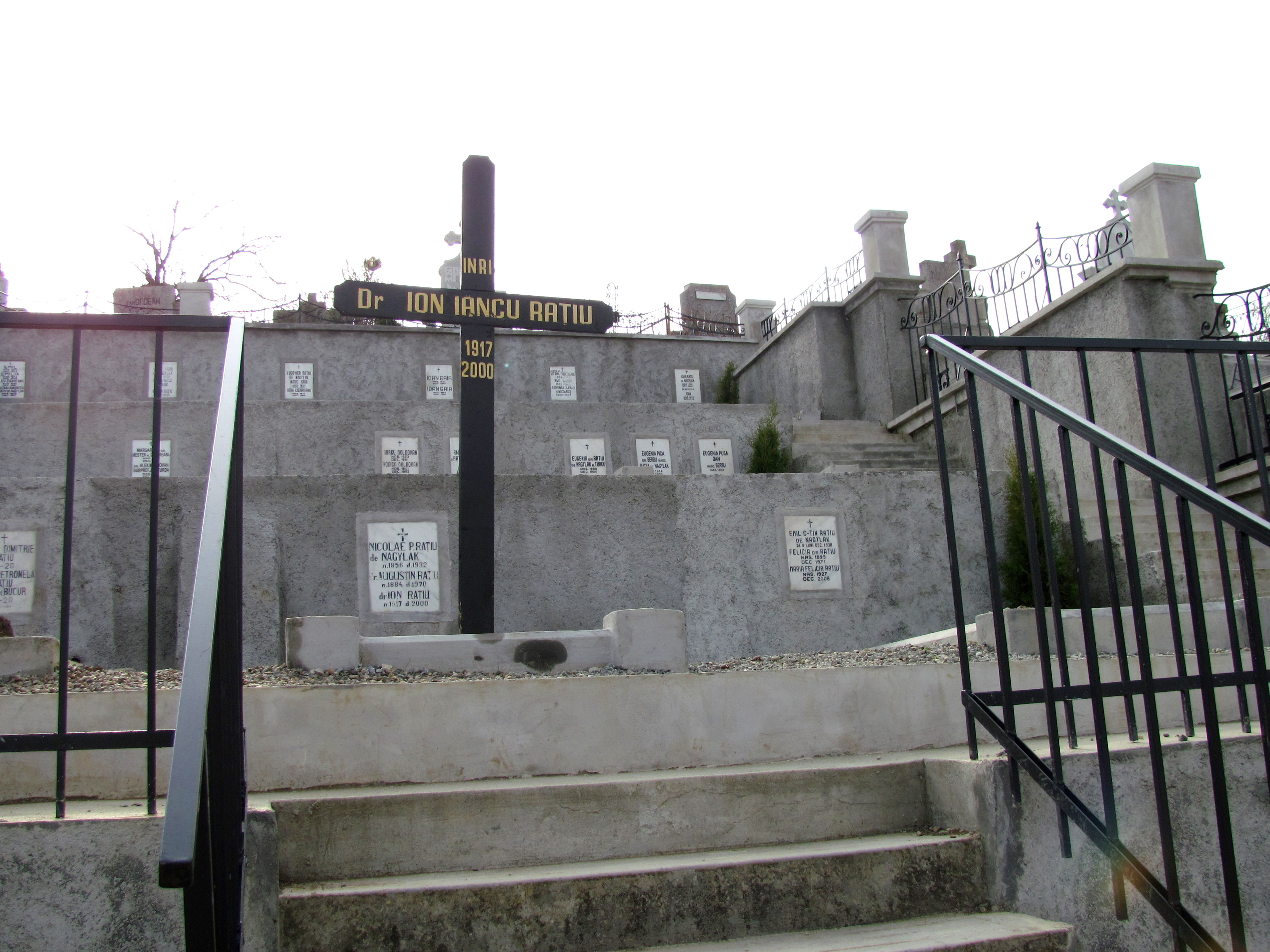
Cimitirul central din Turda (parcela cu mormintele familiei Raţiu)
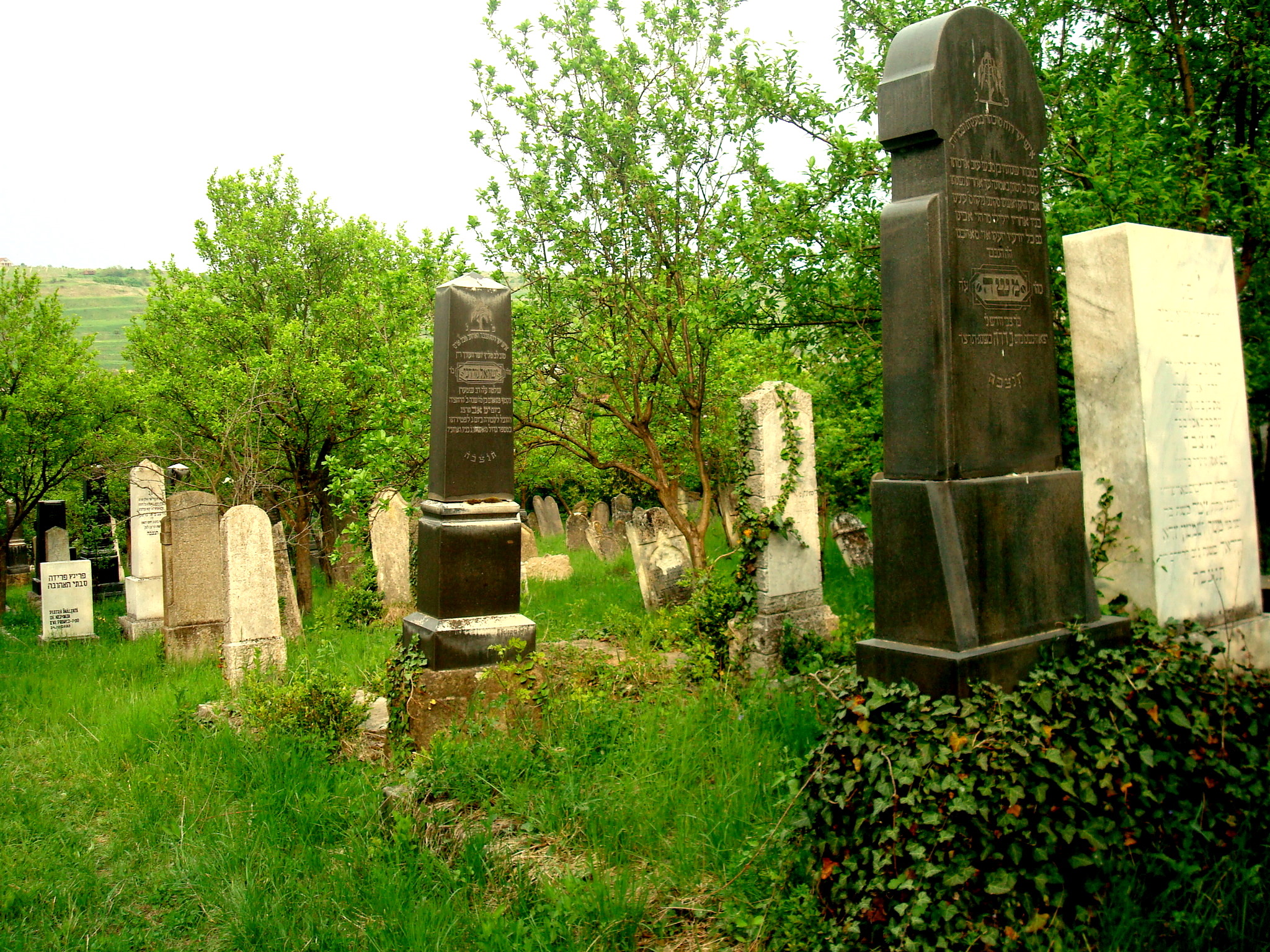
Cimitirul mozaic din cartierul Turda Nouă
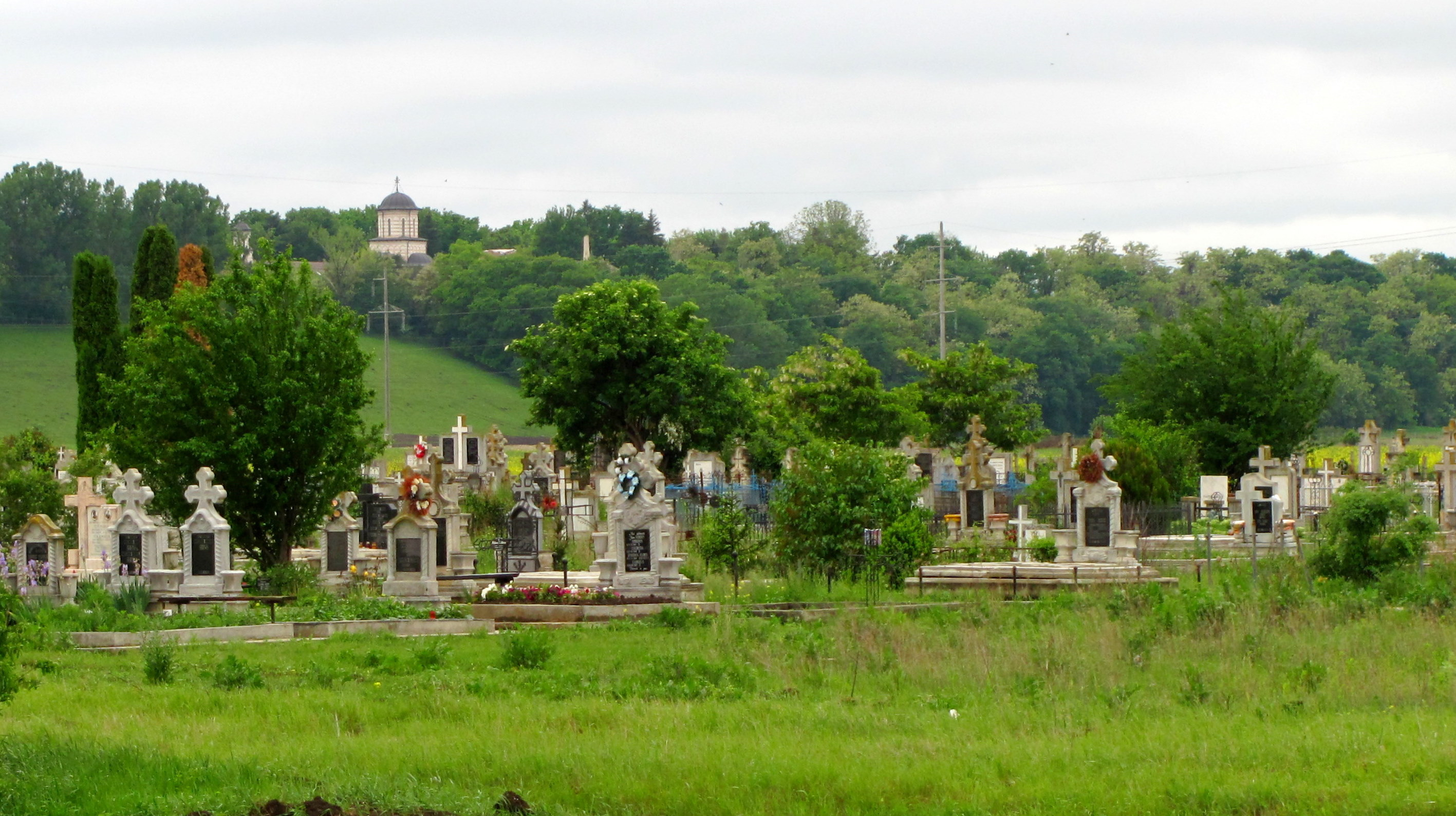
Cimitirul creştin din cartierul Oprișani II
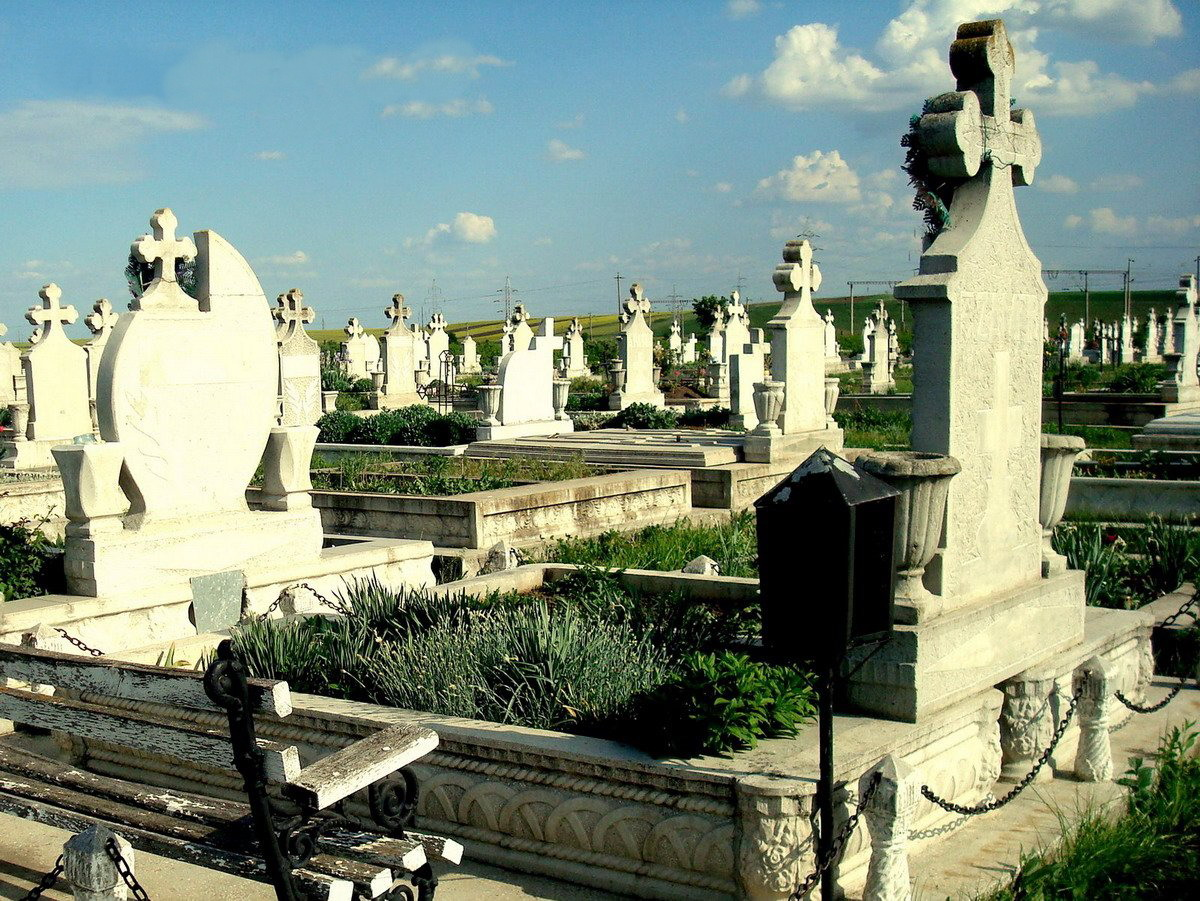
Cimitirul creştin din cartierul Oprișani III
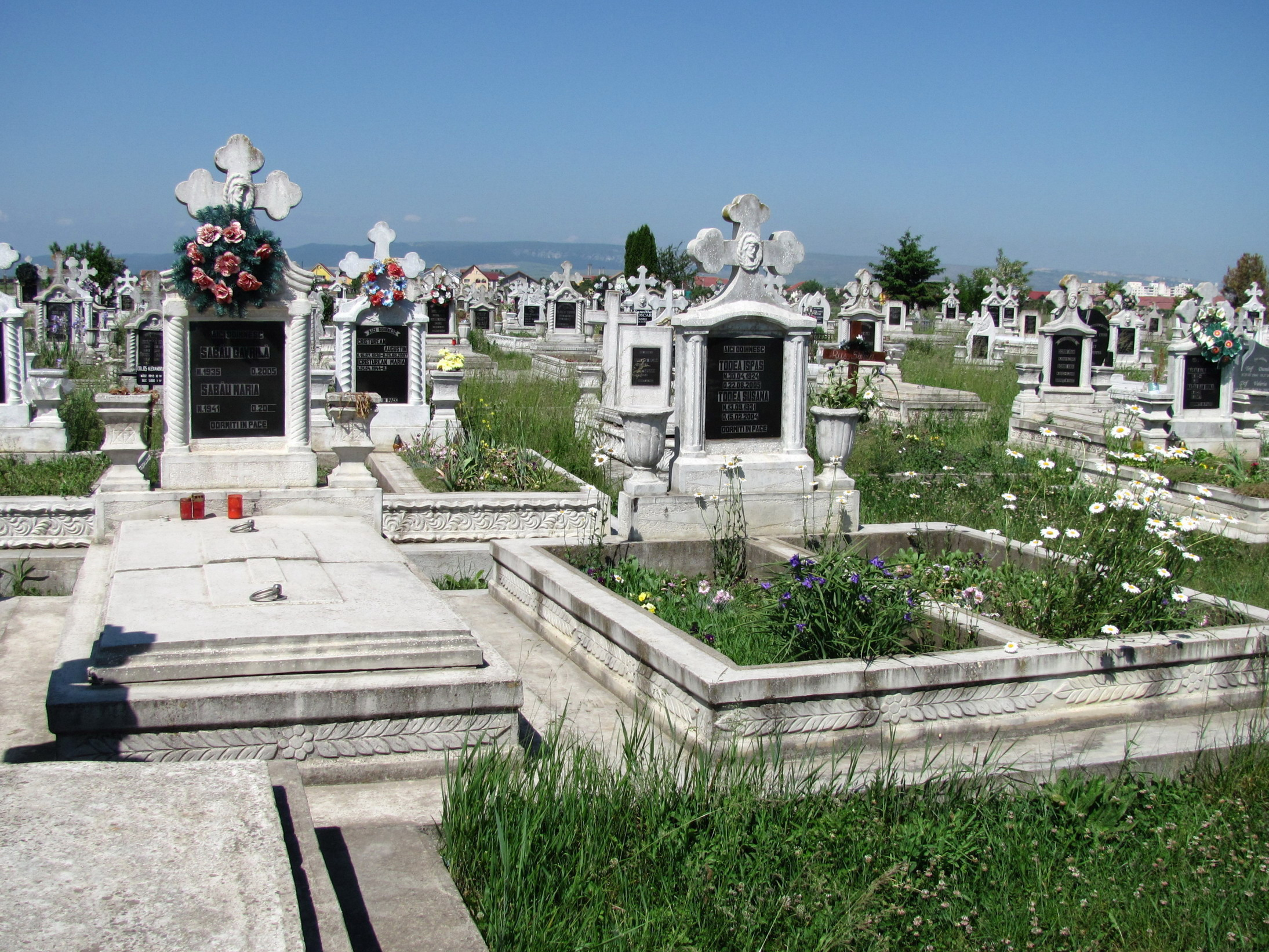
Cimitirul creştin din cartierul Poiana
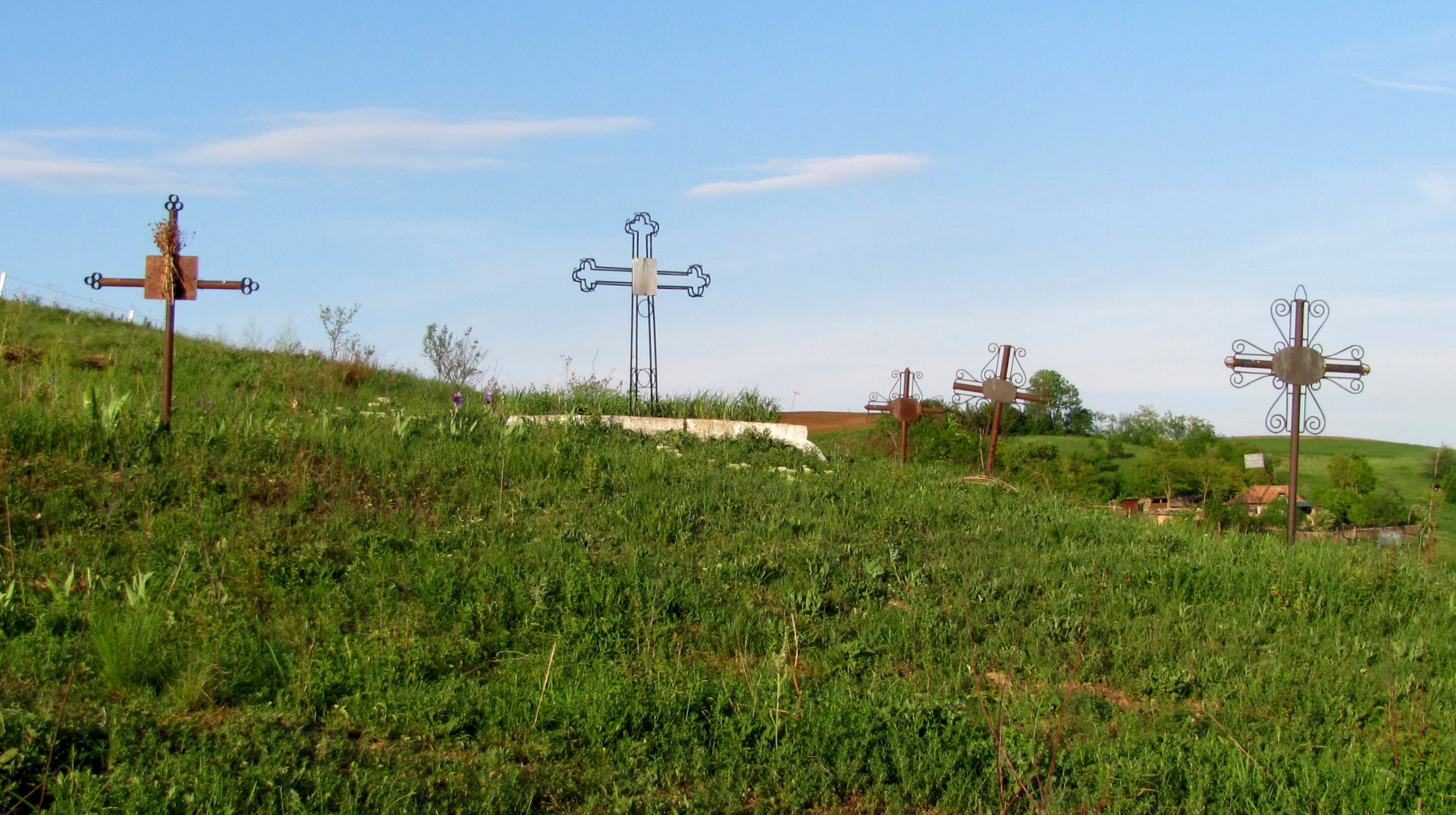
Morminte în zona Petrilaca
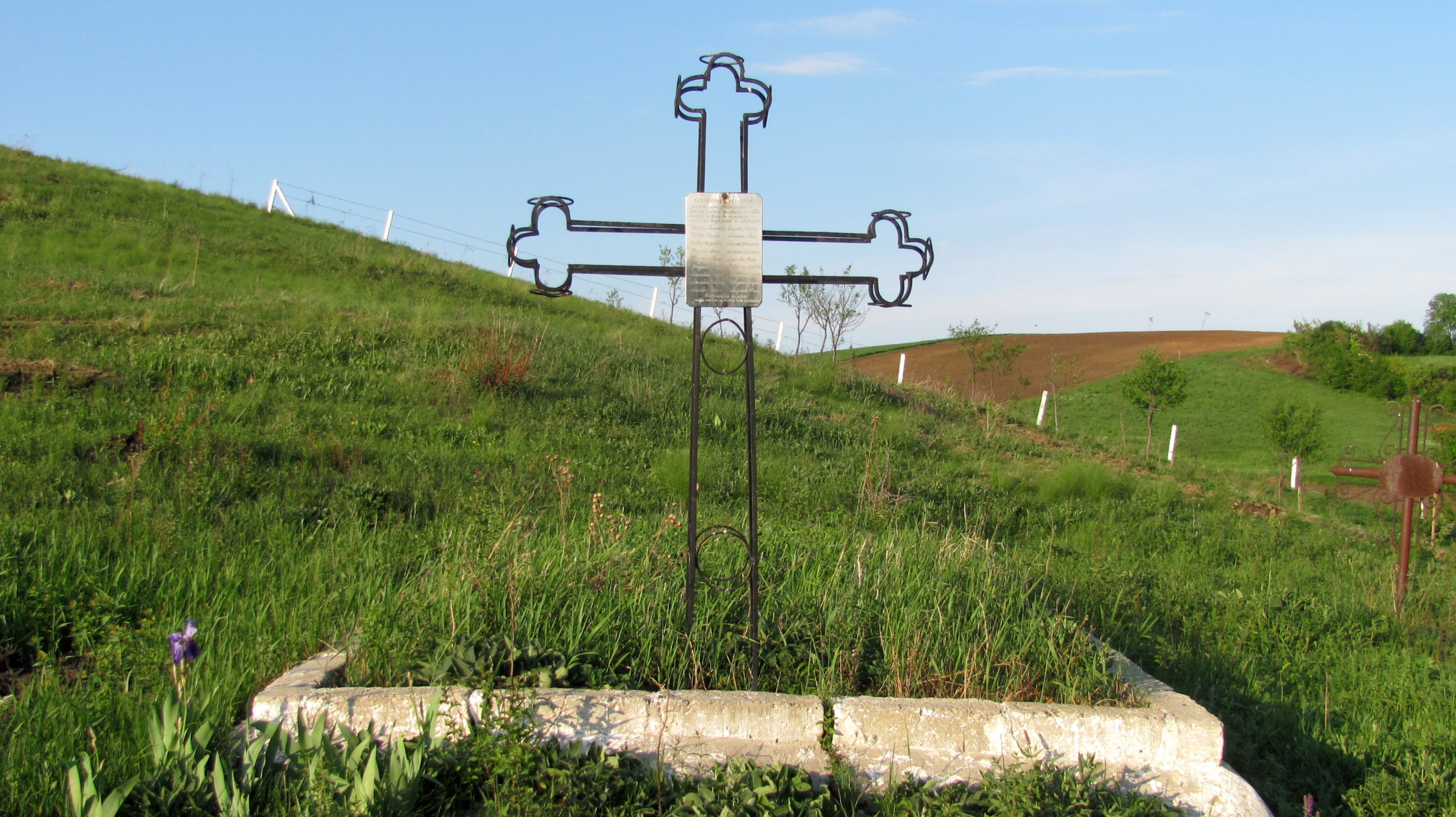
Mormântul celor uciși de hortiști în anul 1944 la Petrilaca
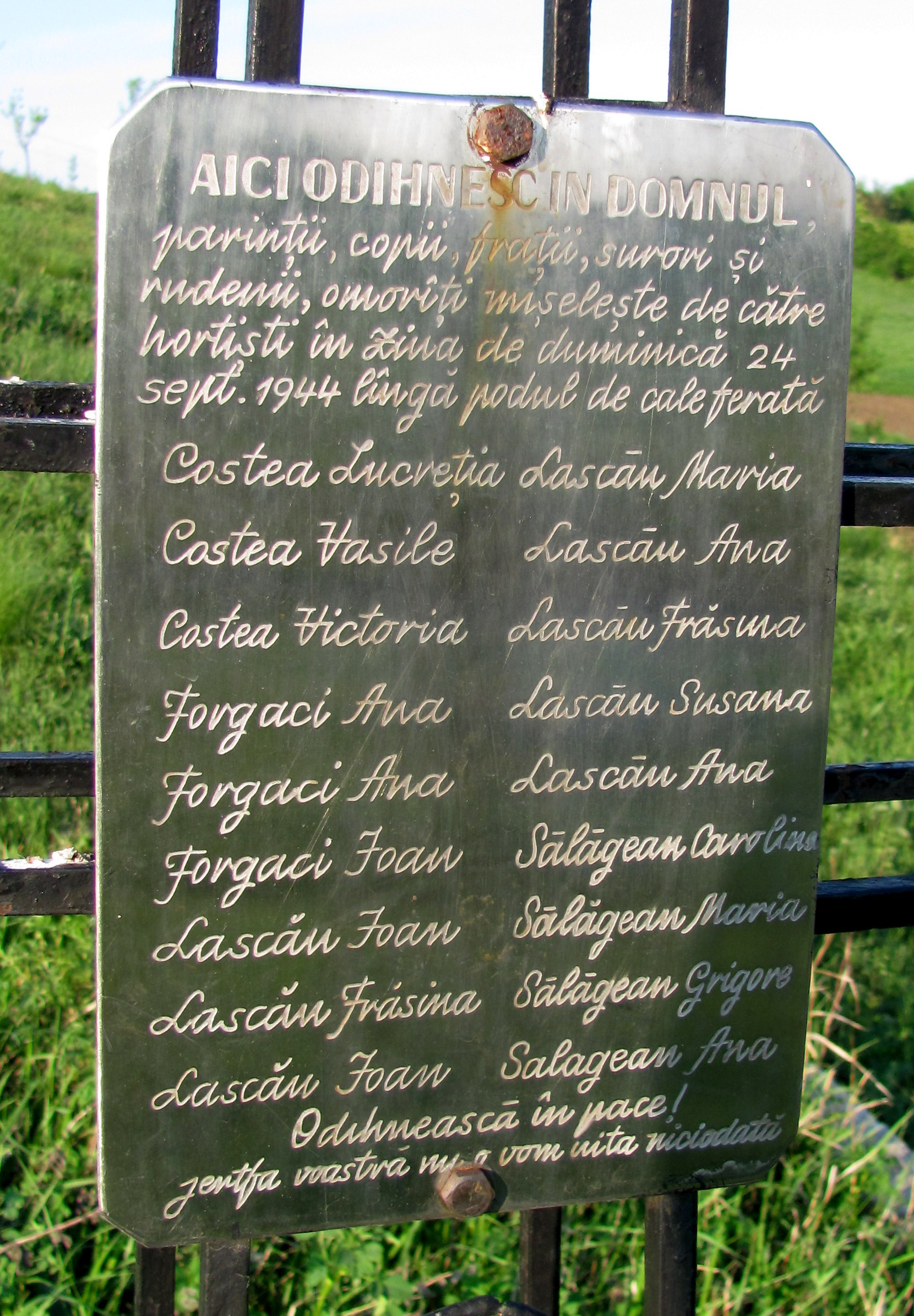
Inscripție de pe mormântul celor uciși de hortiști în anul 1944 la Petrilaca